# 入江克雅
入江 克雅（いりえ かつまさ）は、日本の理学者。構造生物化学者。熊本県出身。

## 経歴
熊本県立玉名高等学校、京都大学理学部卒業。京都大学大学院修了。
2012年より名古屋大学細胞生理学研究センター・基礎生物学研究部門特任教授、2014年より助教授。
2021年より和歌山県立医科大学薬学部・薬品物理化学研究室准教授を務めている。

## 受賞歴
- 次世代リーダー賞（2023年3月）[1]